# نور أباد (شوط)
نور أباد هي قرية في مقاطعة شوط‌، إيران. عدد سكان هذه القرية هو 285 في سنة 2006.